# Revolver IOF .32

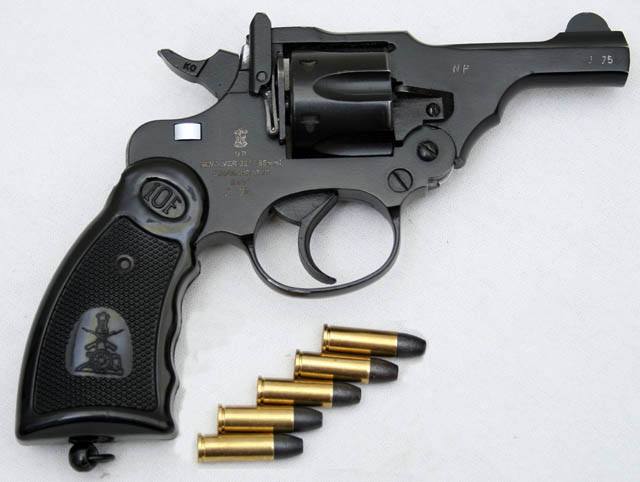
Le Revolver IOF .32 de la Police indienne.

Le Revolver IOF .32 est un modèle de pistolet utilisé par les Indian Ordnance Factories.
C'est un modèle compacte en calibre .32 basé sur le Webley Mk IV Pocket.
Les arsenaux indiens proposent aussi sur le marché civil une variante non létale : le Revolver Nirbheek.

## Fiche technique
- Munition : .32 S&W Long
- Mécanisme : double action. Ensemble barillet-canon basculant vers l'avant. Visée fixe.
- Matériaux : Acier bronzée. Plaquettes de crosse en caoutchouc durci noir.
- Cadence de tir : 12 coups/min
- Capacité du barillet : 6 balles
- Portée : 30 m
- Masse du revolver vide : 0,7 kg
- Longueur : 178 mm
- Longueur du canon  : 76 mm

## Liens Internet
- Fiche sur l'Indian 32-caliber IOR-Mk1 revolver sur le site www.securityarms.com